# Microtus transcaspicus
Microtus transcaspicus é uma espécie de roedor da família Cricetidae.
Pode ser encontrada nos seguintes países: Afeganistão, Irão e Turquemenistão.